# Fairey Firefly IIM
El Fairey Firefly IIM fue un caza británico de la década de 1930. Era un biplano monoplaza y monomotor de construcción totalmente metálica. Construido por Fairey Aviation Company Limited, prestó servicio principalmente en la Fuerza Aérea Belga durante la década de 1930 hasta el estallido de la Segunda Guerra Mundial.

## Diseño y desarrollo
El Firefly fue un diseño privado, ideado por Marcel Lobelle, ya que el Firefly con motor Curtiss D-12 había sido rechazado debido a su motor estadounidense y a su estructura de madera, y no podía equiparse fácilmente con el Rolls-Royce Falcon XI, motor de caja reductora más grande y pesado, preferido por la RAF. Diseño completamente nuevo, compartía poco con el Firefly más allá del nombre. Aprovechando la experiencia adquirida con el aparato anterior, se desarrolló en respuesta a la Especificación F.20/27 para un interceptor monoplaza. Su primer vuelo fue el 5 de febrero de 1929.
El Firefly II compitió por el contrato de la RAF contra el Hawker Fury, demostrando una velocidad superior, pero fue criticado por sus controles más pesados. Fundamentalmente, mantenía una estructura principalmente en madera, a pesar de las exigencias del Ministerio del Aire de estructuras metálicas. Esto llevó a la selección del Fury. Posteriormente, el prototipo fue reconstruido y renombrado Firefly IIM, donde la "M" denota la construcción íntegramente metálica del aparato reconstruido.
El Firefly III, un prototipo revisado con alas de mayor envergadura, se construyó según la Especificación N.21/26 como caza embarcado para reemplazar a los Fairey Flycatcher de la Fleet Air Arm, y su primer vuelo tuvo lugar el 17 de mayo de 1929. Al igual que el caza terrestre, se reconstruyó con más componentes metálicos, como Firefly IIIM, y, al igual que el Firefly II, fue superado por un diseño de Hawker, en este caso el Hawker Nimrod. Aunque no se recibieron encargos de producción, el Firefly IIIM se equipó con flotadores y se utilizó como entrenador en el Destacamento de Alta Velocidad de la RAF, que se preparaba para la carrera del Trofeo Schneider de 1931.

## Historia operacional
Se obtuvo un contrato de 25 aviones IIM para la Aviation Militaire belga, seguido de un contrato para la construcción de otros 62 ejemplares por parte de Avions Fairey, la filial belga de Fairey. Los aviones belgas prestaron servicio brevemente en la Segunda Guerra Mundial, de mayo a junio de 1940.
Dos de los aviones belgas fueron convertidos en Firefly IV, con motores Hispano-Suiza 12Xbrs de 585 kW (785 hp), pero la mejora no se consideró suficiente para justificar su desarrollo. Uno de ellos se restauró a su estado original, mientras que el otro se entregó a Fairey para pruebas. Un avión fue suministrado a la Unión Soviética.

## Variantes
Firefly II
Prototipo de caza monoplaza, propulsado por un motor de pistón Rolls-Royce Kestrel de 360 kW (480 hp). Se construyó un ejemplar.
Firefly IIM
Avión de caza monoplaza y monomotor, de construcción totalmente metálica, equipado con superficies de cola rediseñadas y sistema de refrigeración del motor revisado.
Firefly III
Prototipo de caza monoplaza embarcado. Se construyó una unidad.
Firefly IIIM
El Firefly III fue reconstruido con una construcción totalmente metálica y redesignado como Firefly IIIM.
Firefly IV
Se convirtieron dos Firefly II belgas y se equiparon con el motor Hispano-Suiza 12Xbrs de 585 kW (785 hp).

## Operadores
Bélgica
- Fuerza Aérea Belga

 Reino Unido
- Real Fuerza Aérea

 Unión Soviética
- Fuerza Aérea Soviética: un Firefly Mk IIM, utilizado en pruebas y ensayos.

## Especificaciones (Firefly IIM)
Referencia datos: The Complete Book of Fighters

### Características generales
- Tripulación: Uno (piloto)
- Longitud: 7,5 m (24,7 ft)
- Envergadura: 9,6 m (31,5 ft)
- Altura: 2,8 m (9,3 ft)
- Superficie alar: 22 m² (236,8 ft²)
- Peso vacío: 1083 kg (2386,9 lb) (equipado)
- Peso cargado: 1490 kg (3284 lb)
- Peso máximo al despegue: 1544 kg (3403 lb) [6]
- Planta motriz: 1× motor lineal V12 refrigerado por líquido Rolls-Royce F.XIS.
  - Potencia: 360 kW (496 HP; 490 CV)
- Hélices: Bipala de paso fijo

### Rendimiento
- Velocidad máxima operativa (Vno): 282 km/h (175 MPH; 152 kt) a nivel del mar; 359 km/h a 4000 m (13 125 pies)
- Alcance: 390 km (211 nmi; 242 mi) (Firefly II)[4]
- Techo de vuelo: 9400 m (30 840 ft) [7]
- Tiempo a altitud: 10 min 55 s para 6000 m (20 000 pies)

### Armamento
- Ametralladoras: 

  - 2x Vickers de 7,7 mm

## Aeronaves relacionadas

### Desarrollos relacionados
- Fairey Firefly I

### Aeronaves similares
- Hawker Fury